# 마쓰바라 고
마쓰바라 고(일본어: 松原 后, 1996년 8월 30일 ~ )는 일본의 축구 선수이다. 현재 J2리그의 주빌로 이와타에서 뛰고 있다.

## 구단 경력
그는 2015년부터 J리그의 시미즈 에스펄스, 주빌로 이와타에서 뛰었다.